# Franz Eder (Skispringer)
Franz Eder ist ein ehemaliger deutscher Skispringer.

## Werdegang
Eder, der für den Ski-Klub Ramsau antrat, gab sein internationales Debüt bei der ersten Vierschanzentournee 1953. Dabei landete er in Oberstdorf auf Anhieb auf dem zehnten Platz. In Bischofshofen verpasste er als Vierter nur knapp sein erstes Podium. Die Tournee beendete er auf dem 15. Gesamtrang.
Bei der Vierschanzentournee 1953/54 erreichte Eder in Oberstdorf Rang acht sowie in Garmisch-Partenkirchen und Bischofshofen jeweils Rang fünf. Da er in Innsbruck nicht antrat, reichte es am Ende nur zu Rang neun der Gesamtwertung. Dieses Ergebnis wiederholte er bei der Vierschanzentournee 1954/55, seiner ersten und einzigen Tournee, bei der er alle vier Springen bestritt. Zuvor hatte er 1954 den Titel des Deutschen Meisters vor Toni Brutscher gewonnen.
Bei der Vierschanzentournee 1955/56 sowie bei der Vierschanzentournee 1957/58 trat Eder nur in Bischofshofen auf der Paul-Außerleitner-Schanze an. Die Tourneen beendete er auf den Plätzen 34 und 56 der Gesamtwertung.

## Erfolge

### Vierschanzentournee-Platzierungen
| Saison  | Platz | Punkte |
| ------- | ----- | ------ |
| 1953    | 15.   | 420,7  |
| 1953/54 | 09.   | 620,9  |
| 1954/55 | 09.   | 787,3  |
| 1955/56 | 34.   | 209,0  |
| 1957/58 | 56.   | 197,3  |